# Siège de Tuyên Quang
Guerre franco-chinoise
Batailles
- Expédition du Tonkin
- Sontay
- Bac Ninh
- Bac Le
- Fuzhou
- Keelung
- Tamsui
- Kep
- Shipu
- Zhenhai
- Lang Son (1re)
- Nui Bop
- Tuyen Quang
- Yu Oc
- Hoa Moc
- Phu Lam Tao
- Bang Bo
- 2e Lang Son
- Pescadores

Le siège de Tuyên Quang est un épisode de la guerre franco-chinoise survenu au Tonkin, dans l'actuelle province vietnamienne de Tuyên Quang : deux compagnies du 1er bataillon du 1er régiment étranger de la Légion étrangère, du Corps expéditionnaire du Tonkin, commandées par le chef de bataillon Marc-Edmond Dominé y sont assiégées en vain par les Pavillons noirs du 23 novembre 1884 au 28 février 1885.

## La citadelle en 1884

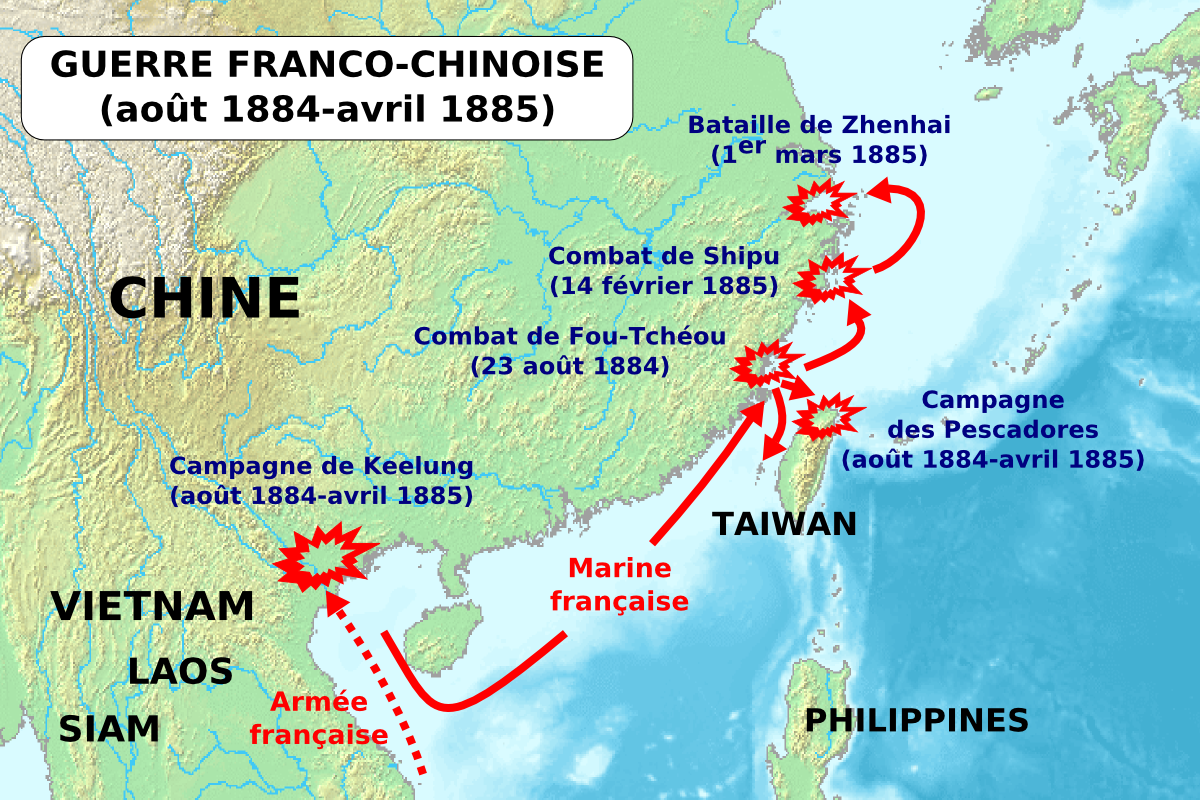
Les différents affrontements qui ont lieu pendant le conflit.

Érigée en Moyenne Région, une vieille forteresse chinoise couronne un mamelon aux pentes raides. Elle est située sur la rive droite de la rivière Claire, à 50 km au Nord de son confluent avec le Fleuve Rouge. Elle domine un village de Caïn Has, d’une centaine d’habitants. Surplombée de toutes parts par des hauteurs couvertes de jungle, elle est composée d’une vieille enceinte de forme carrée, construite de pierres sèches, de 3 m de hauts, de 270 m de côté. Sur chaque face, sauf au nord, une demi tour, faisant flanquement, est rehaussée d’un mirador. Au centre, s’élève un énorme mamelon de 70 m de haut, bordés de magasins à riz et de quelques masures. Le sommet du mamelon forme un plateau où se trouvent des constructions en pierre. On y arrive par un escalier droit comprenant 193 marches, sur le côté sud. Une seule porte à l’Est, le long de la rivière Claire, qui longe la citadelle sur 25 m, communique avec le fleuve et par un chemin couvert, avec les pagodes fortifiées du cantonnement d’une compagnie tonkinoise. Une redoute, dont la position est très désavantageuse pour les défenseurs, est entourée de collines parfois très proches. Cette position occupée par des assaillants expose la citadelle à un feu extrêmement meurtrier.
En novembre 1884, le lieutenant-colonel Duchesne, pris en embuscade par les Pavillons Noirs aux gorges de Yu Oc avec ses hommes, s'étant accroché au terrain, les troupes furent remplacées par des troupes fraîches dans la citadelle, 400 légionnaires et 160 fusiliers du Tonkin.

## Résistance 1884–1885

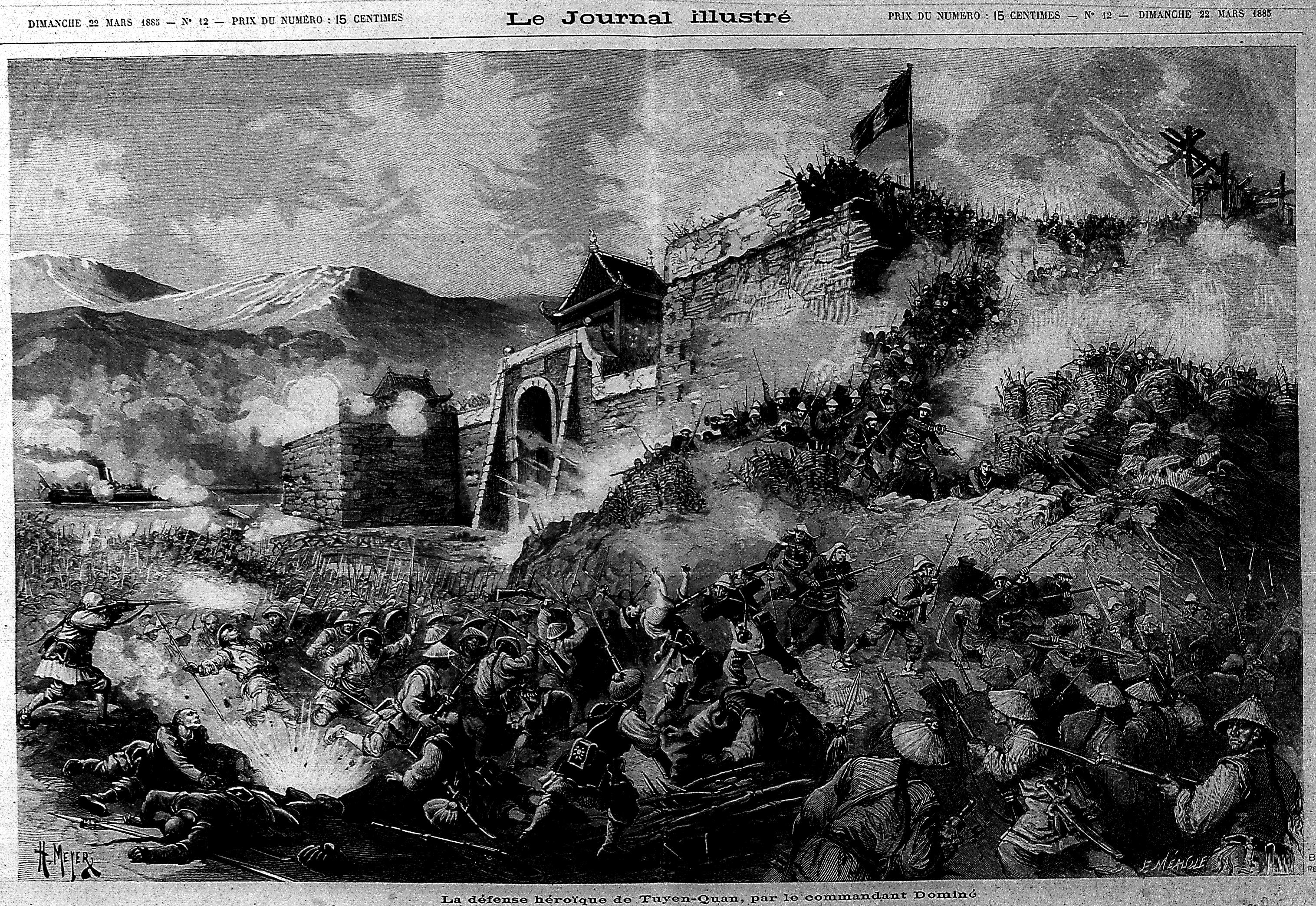
Résistance du fort.

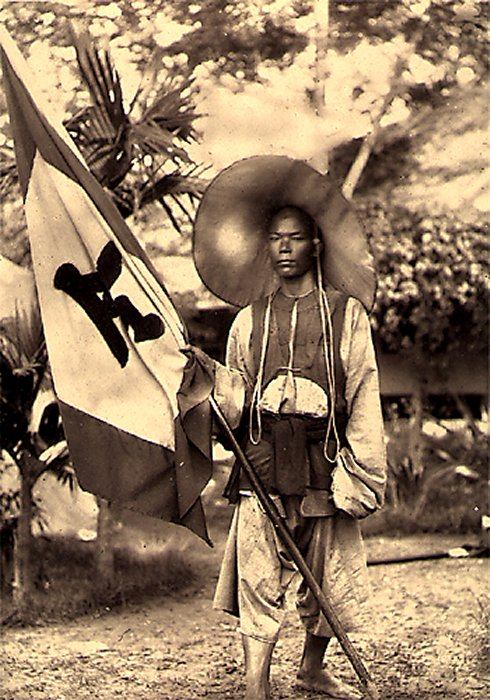
Un soldat des Pavillons noirs en 1885.

Dès le 24 novembre 1884, d’importantes forces chinoises renforcées de Pavillons noirs, évaluées à 10 000 combattants, sont rassemblées à moins de 10 km de la citadelle sous les ordres de Luu Vinh Phuoc. Selon les règles de l'époque[Lesquelles ?], l’état de siège est déclaré et il commence. 
Sous les ordres du chef de bataillon Marc-Edmond Dominé, officier des troupes de marine, se trouvent deux compagnies de Légion, soit 390 hommes dont huit officiers, commandés par le capitaine Louis Cattelin, une compagnie de tirailleurs tonkinois de 162 hommes commandés par deux officiers, une section de 31 artilleurs de marine avec deux canons de 80 mm, deux de « 4 » de montagne, deux mitrailleuses le sergent Bobillot et sept sapeurs du génie, un médecin, un pasteur protestant, trois infirmiers, trois boulangers, et monsieur Gauthier de Rougemont, un civil préposé aux vivres, ainsi que les marins de la canonnière La Mitrailleuse, soit environ 600 hommes. 
Avec 1 500 coups de canon, 250 000 cartouches d’infanterie, quatre mois de vivres et 75 outils de terrassement, le commandant organise la résistance et chaque jour il effectue des reconnaissances à quelques kilomètres de la place. Le 3 décembre 1884, un convoi de 38 bœufs est amené par la canonnière l’Éclair.  Le 4 décembre, 50 pirates s’approchent à moins de deux kilomètres de la redoute. Le 7 décembre 1884, une compagnie de 30 tirailleurs tonkinois bouscule 700 Chinois à cinq kilomètres au sud-ouest près du village de Dong Yen. 
Le chef de la citadelle fait fortifier les emplacements de combat avec des matériaux récupérés dans une vieille pagode en ruine. Les sapeurs renforcent le blockhaus en cinq jours. Cet ouvrage est tenu par un sergent et douze hommes, relevés toutes les 24 heures. Un chemin de 1 500 mètres est construit pour monter au mamelon. Une reconnaissance est chargée d’évaluer les forces ennemies. 
La 1re compagnie de Légion, renforcée d’une pièce de « 4 » à 30 coups, de 40 tirailleurs tonkinois, pousse jusqu’à Dong Yen, à quatre kilomètres de sa base. Elle tombe sur les fortins chinois, enlève un petit poste et une tranchée mais les violents accrochages permettent aux contingents d’Y La et de Yen de cerner la colonne. Le commandant Dominé, prévoyant la manœuvre, envoie des renforts pour assurer une ligne de retraite. Aucune sortie ne peut être programmée à l’exception de patrouilles légères, dans un proche périmètre la garnison est employée à construire des protections : casemates, chemins couvert. De décembre 1884 à janvier 1885, les forces chinoises se font plus entreprenantes. Patrouilles, embuscades, attaques contre le blockhaus resserrent le cercle du siège. La capture d’un soldat chinois permet de connaître les forces en présence : 3 200 Chinois, dont 2 000 Pavillons noirs et 1 200 réguliers du Guangxi (Kouang Si), campent à Phu Yen Binh et à Phu Doan ; 5 000 réguliers du Yunnan et 1 000 Pavillons noirs sont à Yen Bay. 
Les hostilités sérieuses débutent le 26 janvier 1885. Un vacarme infernal mêlant tambours, gongs, trompettes et fusillade se fait entendre. La ligne de défense des tirailleurs tonkinois est attaquée ; le village annamite est incendié ; les habitants se réfugient dans la citadelle. Une attaque pied à pied se prépare. Un millier de Chinois se lancent à l’assaut de la citadelle, mais ils sont arrêtés par les feux croisés de la canonnière et de la garnison. Les 18 légionnaires du blockhaus, sous les ordres du sergent Lebon, repoussent l’assaut. 
Pendant plus de 30 jours, c’est un bombardement continu. Seule une accalmie quotidienne, vers 10 h, interrompt le vacarme de la bataille. C’est l’heure où les Chinois préparent le tiou-tiou et fument leur pipe d’opium. Les Français en profitent également pour avaler rapidement leur soupe, qui se compose d’endaubade (viande conservée en barils, dans la marine) en ragoût, en boulettes, aux oignons. Le menu est peu varié. 

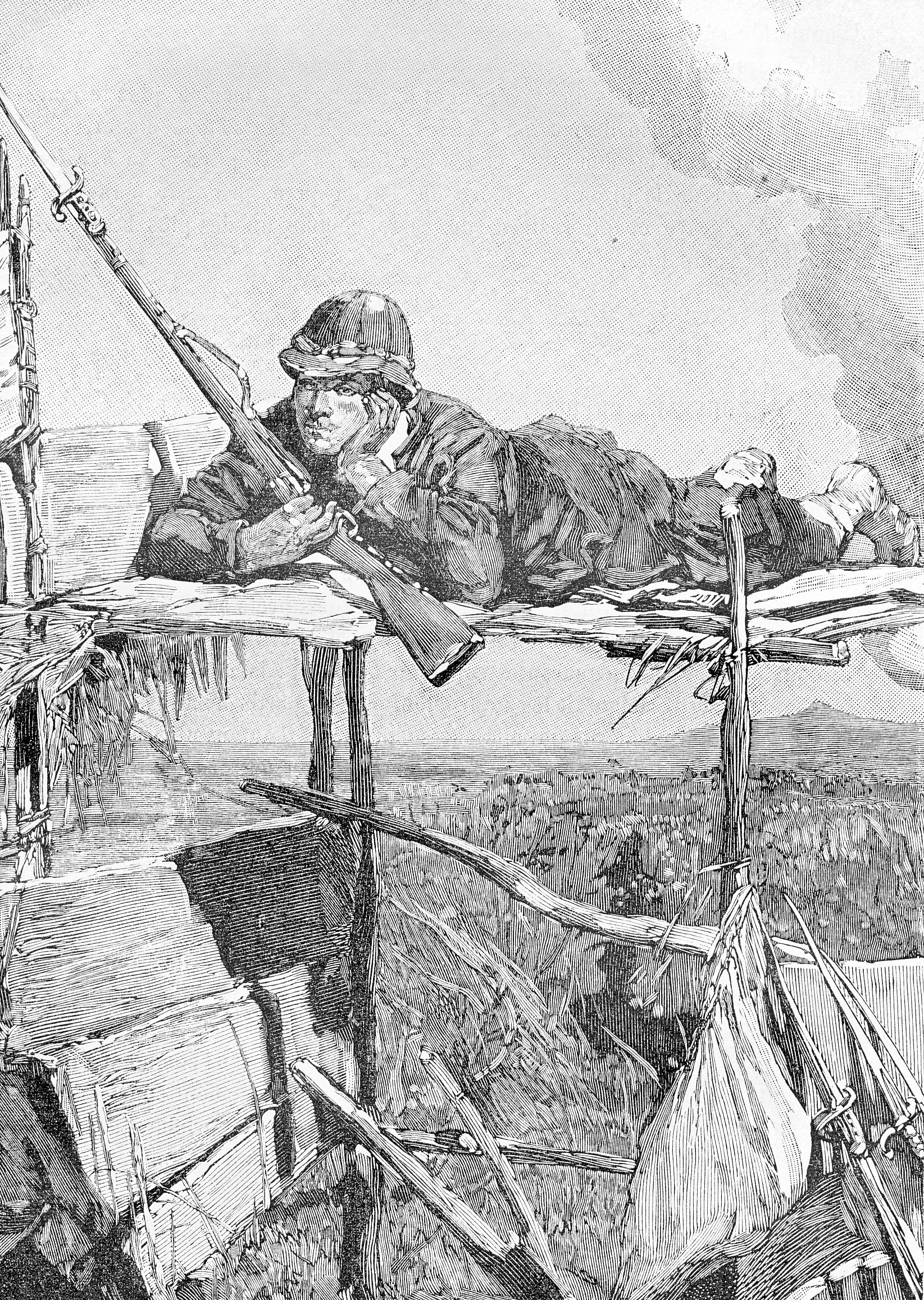
Un tireur d'élite de la légion à Tuyên Quang (gravure tirée de L. Huard, La Guerre du Tonkin, Paris, 1887).

Les Chinois se rapprochent jour après jour et le 28 janvier 1885, ils ne sont plus qu’à cent mètres du blockhaus. Le 30 janvier 1885, la tête de sape des Chinois coupe la ligne de communication avec la citadelle. Le blockhaus est alors évacué et occupé presque aussitôt par les Pavillons noirs. Forts de ce point d’appui, les assaillants redoublent d'efforts. Les Pavillons noirs s'établissent sur la rive gauche du fleuve, les tirs chinois redoublent d’intensité et leurs effets deviennent plus meurtriers. La discipline de feu de la citadelle est parfaitement contrôlée. La plus grande partie des munitions brûlées l’est par 25 légionnaires, parmi les meilleurs, placés en tireurs de position sur le mamelon. Un Suisse, le légionnaire Sarback, tue plus de vingt Chinois avant de recevoir une balle au front qui le met hors de combat[réf. nécessaire]. 
Le 6 février 1885, les Chinois s’approchent à cinq mètres du mur masqué par des fascines et plantent un drapeau. Le lieutenant Adolphe Gœury de la 1re compagnie de Légion s’en empare au moyen d’une corde à nœud coulant, comme un lasso. 
Le 8 février 1885, la garnison a perdu six tués et 22 blessés. Le légionnaire Wunderli est tué le premier au combat de Yoc, d’une balle dans la tête. Le 12 novembre, les Chinois commencent à creuser des galeries de sape. Les défenseurs creusent des contre-galeries. Le 11 février 1885, les mineurs chinois et français sont face à face. La mine chinoise est inondée au moyen de seaux d’eau préparés. Le 12 février, la première sape explose ; les Chinois s’élancent dans un assaut aussitôt brisé. Le 13, le saillant sud-ouest de la citadelle saute. Le capitaine Moulinay commandant la 2e compagnie de Légion, couvre la brèche de ses armes. Le bilan français est lourd : cinq tués et une dizaine de blessés. Le légionnaire Schelbaum est précipité en dehors du rempart, mort, défiguré par l’explosion. Il est récupéré audacieusement par le caporal Beulin et quatre hommes de la 2e compagnie. Ce dernier est nommé sergent sur le champ. Plus tard, il recevra la Légion d’honneur. 
Le chef de bataillon Dominé ordonne la construction d’une citadelle plus petite, à l’intérieur de la citadelle, car les Chinois creusent sept galeries et pensent faire sauter 150 m de murs. Le travail a lieu pendant la nuit. Des trous sont creusés pour mettre à l’abri les munitions qui ne sont plus en sûreté à la poudrière. Le 16 février 1885, le sergent Beulin sort avec vingt légionnaires pour neutraliser un trou pratiqué par l’ennemi. Quatre légionnaires sont tués et un autre blessé. 

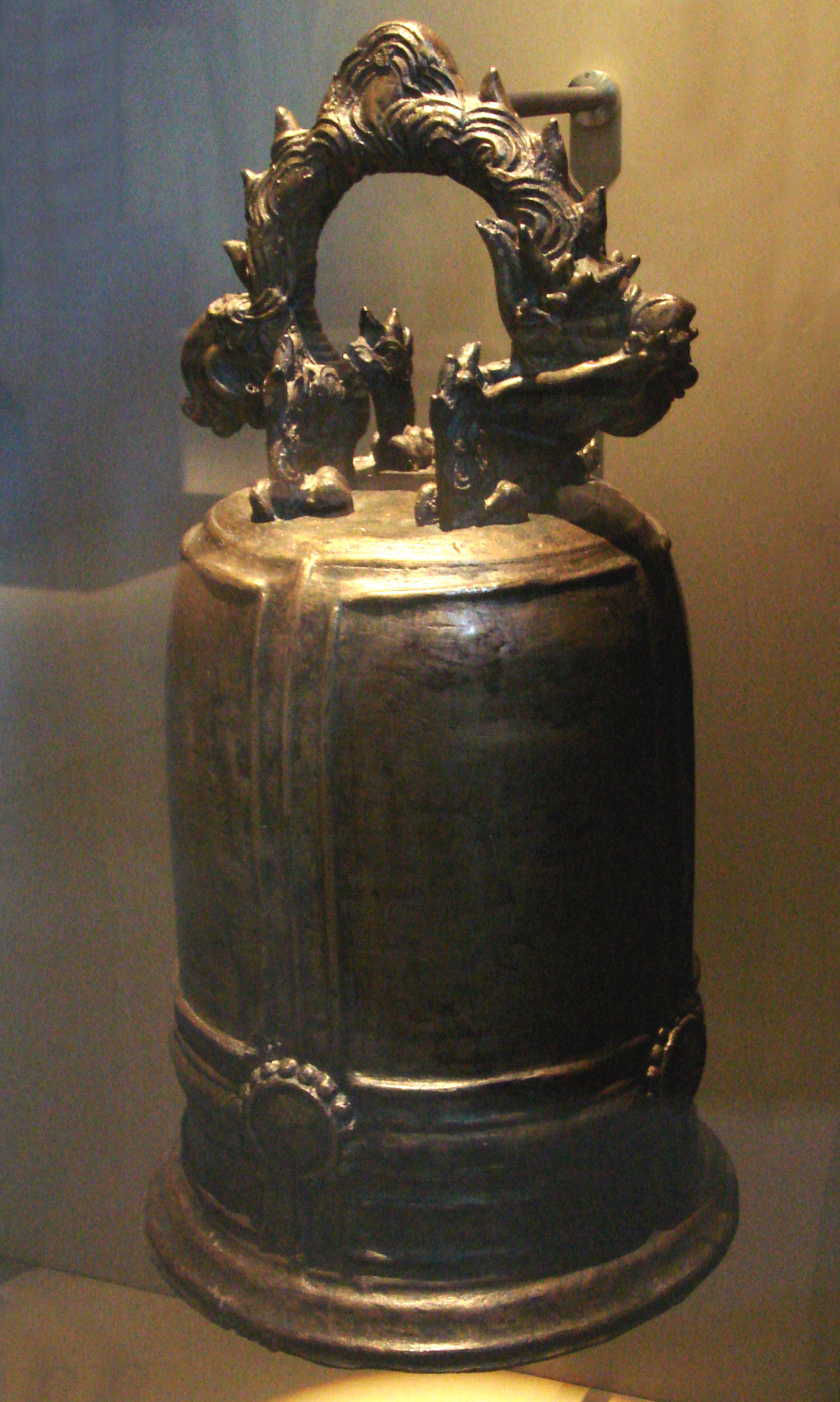
Cloche d'une pagode, témoin du siège (Musée de l'Armée (Paris)).

Le 17 février 1885, le capitaine Dia, commandant les Tonkinois, est tué. Le 18 février 1885, le sergent Jules Bobillot est blessé en faisant une ronde sur la brèche. Il mourra un mois plus tard. Le 22 février 1885, les Chinois font exploser une mine sous les saillants ouest et sortent des tranchées. Le capitaine Moulinay à la tête d’une demi-section et d’un groupe de sapeurs contre-attaque. Il est tué ainsi que douze de ses hommes. Le sous-lieutenant Vincent et 25 hommes sont blessés. 
Le chef de bataillon Dominé, à la tête d’une section de la 2e compagnie, fait sonner la charge et repousse les Chinois. Le 24 février 1885, ceux-ci se précipitent sur les brèches. Le sergent-major Husband, le sergent Thévenet et leurs légionnaires refoulent à la baïonnette les assaillants, qui laissent deux grands drapeaux. Le 25 février 1885, l’ennemi, désespérant de prendre pied dans les brèches, laisse quarante morts avec leurs armes.

## La colonne de renfort
Un courrier annamite apporte une dépêche annonçant la venue d’une colonne de renfort, la promotion au grade de capitaine du lieutenant Naert, de la nomination au grade de sous-lieutenant du sergent-major Camps. 
Le 28 février 1885, une septième mine ouvre une brèche où s’engouffrent les colonnes d’assaut qui se heurtent aux baïonnettes des légionnaires pendant trois heures. Au matin, les Chinois battent en retraite. Le 2 mars, la colonne de secours, avec à sa tête le général Brière de l’Isle et commandée par le colonel Giovaninelli, accroche les Chinois, à Hoa Moc, à huit kilomètres de la citadelle. Cette colonne perd 400 hommes dont 34 officiers. 
Le matin du 3 mars, la garnison voit arriver la colonne de secours, en tête de laquelle marchent les deux autres compagnies du 1er bataillon, commandées par le capitaine Frauger. Pendant la bataille, le légionnaire Streiber reçoit la dernière balle mortelle, en s’interposant entre des Chinois retranchés et le capitaine Emmanuel de Borelli.
L’Histoire garde en mémoire les noms du capitaine Moulinay, tué à la tête de la 1re compagnie, du capitaine Cattelin qui s’empare de deux drapeaux, du caporal Beulin qui, sous le feu ennemi, ramène les corps des légionnaires Schelbaum et Streibler. La garnison est réduite à 420 hommes. Quarante-huit hommes sont morts, et il y a 216 blessés ; huit mourront de leurs blessures dont Bobillot blessé le 18 février et qui mourra un mois plus tard à l’hôpital de Hanoï. Parmi ces pertes, on compte 32 légionnaires morts au combat, ainsi que 126 blessés dont tous les officiers.

## Effectifs pendant le siège
- 1re et 2e compagnies de la Légion : 1er bataillon du 1er régiment étranger commandées respectivement par les capitaines Moulinay et Borelli eux-mêmes sous le commandement du capitaine adjudant major Cattelin soit 8 officiers et 380 légionnaires,
- une compagnie de tirailleurs tonkinois soit deux officiers et 160 tirailleurs,
- une section d’artillerie soit un officier et 31 artilleurs,
- une escouade du Génie, commandant : sergent Bobillot, sept sapeurs,
- trois infirmiers et trois civils,
- l’équipage de la canonnière « La Mitrailleuse », soit treize hommes sous le commandement de l’enseigne de vaisseau Senez.

Soit au total 611 hommes.
De leur côté les forces chinoises sont constituées d'environ 25 000 hommes, dont de nombreux Pavillons Noirs, élite d'alors.

## Décoration
- TUYEN-QUAN 1885, HOA-MOC 1885 sont inscrits sur le drapeau des régiments cités lors de cette bataille.

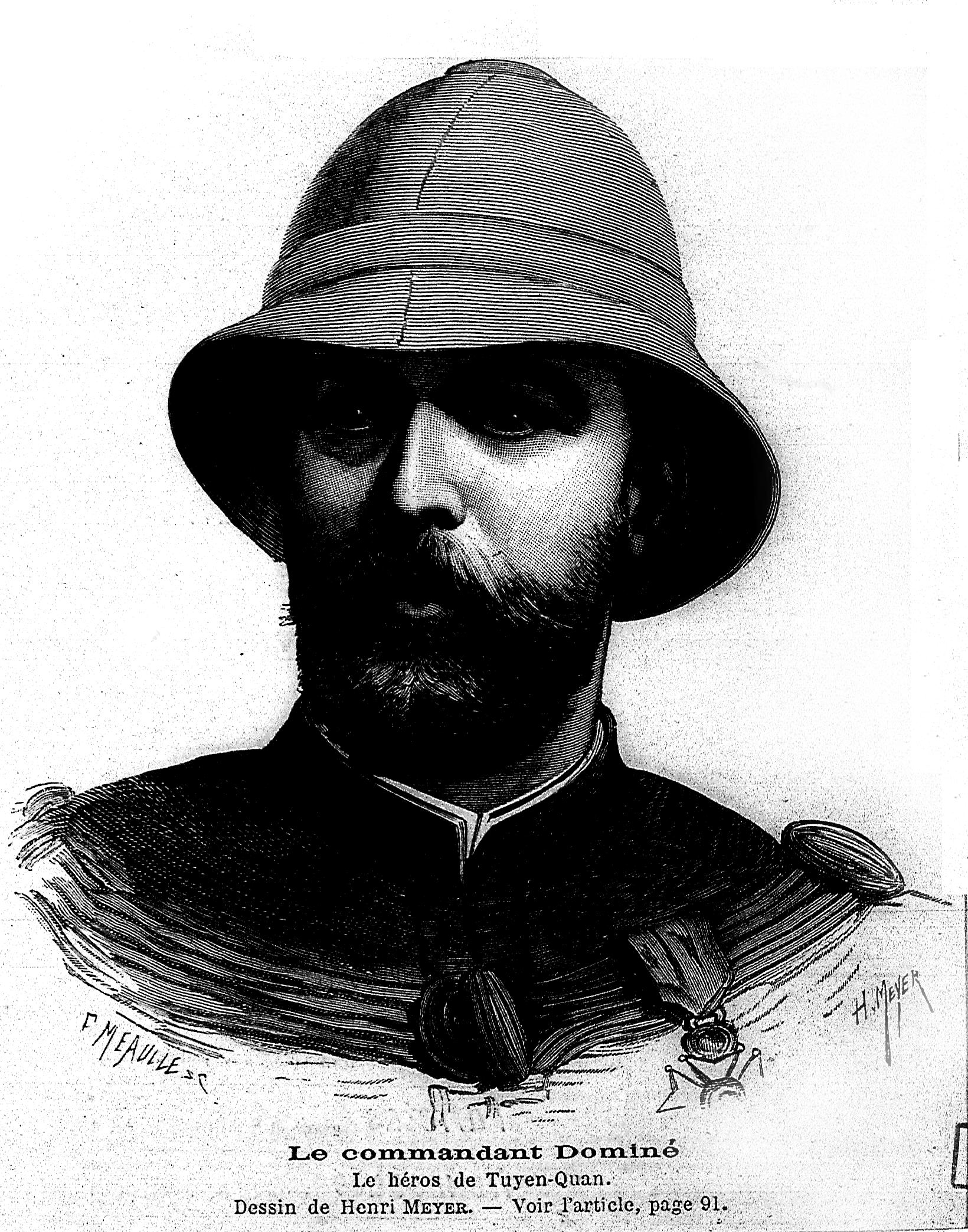
Dominé.
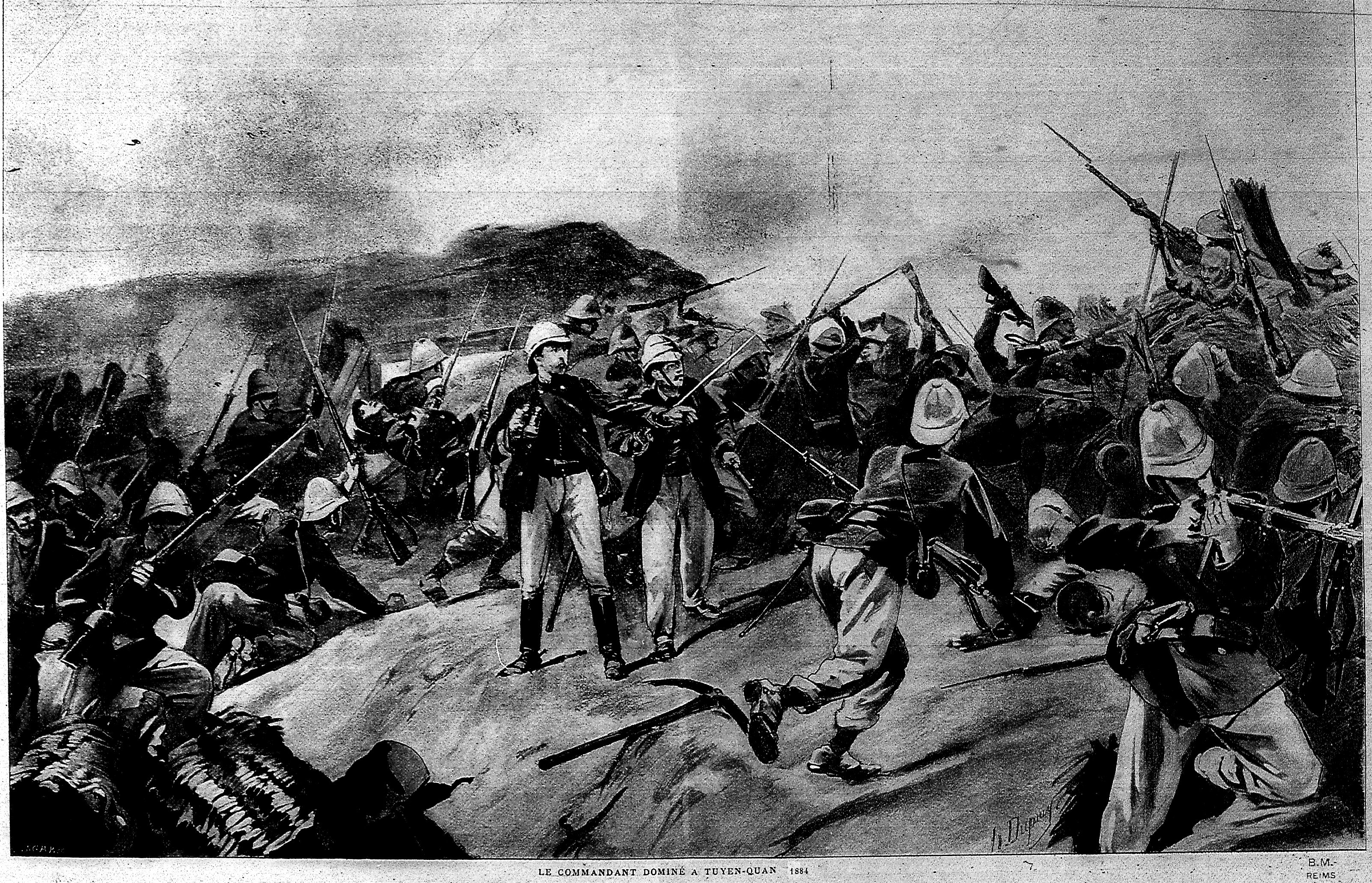
Combats.